# Okrug Ventura, Kalifornija
Okrug Ventura (eng. Ventura County) jedan je od 58 okruga u američkoj saveznoj državi Kaliforniji. Prema popisu stanovništva iz 2010. godine, u okrugu Ventura živi 823 318 stanovnika. Sjedište okruga je grad Ventura, a najveći grad, s 197 899 stanovnika, je Oxnard.
Ukupna površina okruga je 5 720 km2 od čega je 4 770 km2 (83.39%) kopno i 950 km2 (16.61%) voda.

## Stanovništvo
Prema popisu stanovništva iz 2010. godine, u okrugu Ventura živi 823 318 stanovnika. Od toga je 565 804 (68.72%) bijelaca, 55 446 (6.73%) azijaca, 15 163 (1.84%) afroamerikanaca, 8 068 (0.98%) američkih domorodaca, 1 643 (0.20%) havajskih i ostalih pacifičkih domorodaca, 140 253 (17.04%) osoba drugih rasa i 36 941 (4.49%) osoba dviju ili više rasa.
|                           | 2000.   | 2010.   | Promjena          |
| ------------------------- | ------- | ------- | ----------------- |
| UKUPNO                    | 753 713 | 823 318 | ▲ 69 605 (9.23%)  |
| Bijelci                   | 527 155 | 565 804 | ▲ 38 649 (7.33%)  |
| Afroamerikanci            | 14 669  | 15 163  | ▲ 494 (3.37%)     |
| Azijci                    | 40 346  | 55 446  | ▲ 15 100 (37.43%) |
| Domorodci                 | 7 106   | 8 068   | ▲ 962 (13.54%)    |
| Pacifički domorodci       | 1 671   | 1 643   | ▼ -28 (-1.68%)    |
| Osobe drugih rasa         | 133 178 | 140 253 | ▲ 7 075 (5.31%)   |
| Osobe dviju ili više rasa | 29 588  | 36 941  | ▲ 7 353 (24.85%)  |